# Obeliai
Obeliai est une ville de Lituanie ayant en 2005 une population d'environ 1 300 habitants.

## Histoire
En août 1941, la communauté juive de la ville et des villages voisins est assassinée dans une exécution de masse. Les victimes sont 1 160 Juifs dont 112 hommes, 627 femmes et 421 enfants. L'Einsatzgruppen qui commet ce crime est composé d'allemands ainsi que de lituaniens nazis.

## Personnalités
- Joe Slovo est né dans cette ville en  1926, c'est un célèbre homme politique sud-africain qui lutta contre l'apartheid.